# Said Gamidow
Said Gamidowicz Gamidow (ur. 11 kwietnia 1995) – azerski, a od 2018 roku rosyjski zapaśnik startujący w stylu wolnym. Piąty w Pucharze Świata w 2016. Pierwszy na MŚ U-23 w 2018. Mistrz świata i Europy juniorów w 2015. Trzeci na ME kadetów w 2012. Drugi na mistrzostwach Rosji w 2019 i trzeci w 2018 roku.